# باستان (سرزمین آلتای)
باستان (به لاتین: Bastan) یک منطقهٔ مسکونی در روسیه است که در سرزمین آلتای واقع شده‌است.